# 배니스터쥐
배니스터쥐 또는 그레이트키섬모자이크꼬리쥐(Melomys bannisteri)는 쥐과에 속하는 설치류의 일종이다. 인도네시아 말루쿠 제도의 일부인 카이 베사르의 토착종이다.

## 특징
꼬리 길이 106.4~117.6mm를 제외한 몸길이가 111.6~114.5mm인 작은 설치류다. 발 길이는 23.2~25.5mm, 귀 길이는 12.8~15.1mm, 몸무게는 최대 61.5g이다. 등 쪽 털은 불그스레한 갈색이고, 옆구리 쪽은 갈색빛 노랑을 띠는 반면에 배 쪽은 희다.

## 생태
나무 위에서 주로 생활하는 수상성 동물이다.

## 분포 및 서식지
말루쿠 제도 중부 카이 베사르섬의 토착종이다. 타암섬 인근 지역에서도 발견된다. 해발 최대 500m 이하의 습윤 열대 숲에서 서식한다.